# 佐藤勇 (野球)
佐藤 勇（さとう いさむ、1994年9月18日 - ）は、福島県西白河郡西郷村出身の元プロ野球選手（投手）、野球指導者。左投左打。

## 経歴

### プロ入り前
西郷村立小田倉小学校5年生の時に、投手としてソフトボールを始めた。西郷村立西郷第二中学校への進学後に野球部へ入部すると、2年時の秋からエースとして活躍。福島県南部選抜チームでのプレーも経験した。
福島県立光南高等学校への進学後は、1年時の夏にベンチ入り。3年時の春季県大会1回戦では、先発で9回1/3を投げて13奪三振を記録した。3年夏の第94回全国高等学校野球選手権福島大会では、2回戦の6回から救援で登板すると、延長12回まで投げて10奪三振無失点でチームを勝利に導いた。聖光学院高等学校との準決勝では先発で登板したが、岡野祐一郎との投げ合いに敗れた。在学中は春夏ともに全国大会への出場はなかった。
2012年のNPBドラフト会議で、埼玉西武ライオンズに5巡目で指名。契約金3,000万円、年俸500万円（金額は推定）という条件で入団した。背番号は63。光南高校出身の初のプロ野球選手となった。

### プロ入り後
2013年には、イースタン・リーグ公式戦14試合の登板で2勝をマーク。通算投球イニングは37回で、防御率は3.89であった。
2014年には、イースタン・リーグ公式戦12試合に登板。通算投球イニングは63回2/3で、1勝6敗、防御率4.95という成績だった。シーズン終了後の11月には、チームメイトの福倉健太郎・宮田和希・誠・藤澤亨明と共に、オーストラリアン・ベースボールリーグに加盟するメルボルン・エイシズへの派遣選手としてオーストラリアのウインターリーグに参加した。
2015年には、9月21日に先発で登板したイースタン・リーグ公式戦の対千葉ロッテマリーンズ戦で、2回裏に肘井竜蔵へ顔面を直撃する死球を与え、肘井はこの死球によって、鼻骨と篩骨を折った。同リーグの公式戦には18試合の登板で、通算投球イニングは88回、リーグ最多の12敗（4勝）に終わった。
2016年には、春季キャンプを主力選手中心の「A班」で迎えた。公式戦の開幕を二軍で迎えたものの、4月23日にプロ入り後初の出場選手登録を果たすと、26日の対ロッテ戦（西武プリンスドーム）9回表に救援投手として一軍公式戦にデビュー。5月には、11日の対東北楽天ゴールデンイーグルス戦（楽天Koboスタジアム宮城）で一軍公式戦初先発を果たし、4回1/3を投げて5失点という内容で一軍初黒星を喫したが、24日にプリンスドームで催された同カードでも先発を任されると、5回を投げて3被安打3奪三振4与四死球無失点という内容で一軍公式戦初勝利を挙げた。7月14日のフレッシュオールスターゲーム（倉敷マスカットスタジアム）では、イースタン・リーグ選抜の5番手投手として6回裏に登板。1イニングを無失点に抑えた。8月15日には、埼玉県所沢市内の交差点を自家用車で走行中にオートバイとの衝突事故を起こし、球団から厳重注意と自家用車の運転自粛処分が科せられた。一軍公式戦では、通算7試合の登板で、1勝3敗、防御率5.76をマークした。イースタン・リーグ公式戦では、13試合の登板で、4勝5敗（1完投）、防御率4.08を記録した。
2017年には、イースタン・リーグ公式戦14試合の登板で、1勝1敗1セーブ、防御率10.64に終わった。一軍公式戦への登板機会がなく、10月6日に球団から戦力外通告を受けた。11月9日に現役引退を表明。

### 現役引退後
地元・福島県内の高校で硬式野球部の指導者になることを目標に、高校球児の指導に必要な学生野球資格の回復に向けた日本学生野球協会の講習会の受講や、西武時代の先輩左腕だった菊池雄星から勧められたトレーニングコーチになるための自己研鑽を開始するとともに、不動産・飲食などの事業を展開する株式会社GSLに入社。2018年からは、営業部員として勤務しながら、「GSL野球塾　狭山西武ボーイズ」（同社が運営する少年少女向けの野球塾）で講師を務める。同年8月1日に放送された『TOKIOカケル』のVTRにも出演した。
2024年時点では茨城県水戸市の常磐大学高等学校の硬式野球部コーチを務めており、福島県内ではないが、高校野球指導を経験している。
2025年より、菊池がプロデュースした岩手県花巻市の全天候型複合野球施設「King of the Hill」のピッチングコーチにも就任している。

## 選手としての特徴
左腕から最速151km/hのストレートにスライダー、西武での3年目からチェンジアップなどの変化球を投げていた。

## 人物
左投げ左打ちだが、野球以外では右利き。
5人兄弟の末っ子（姉1人と兄3人）だが、5歳の時に父が他界してからは母に女手1つで育てられ、自身が指名を受けたNPBドラフト会議の当日（2012年10月25日）に放送された『ドラフト緊急生特番!お母さんありがとう』（TBSテレビ制作）では、指名前から家族ぐるみで密着取材を受けており、同番組で家庭環境が紹介された。

## 詳細情報

### 年度別投手成績
| 年 度     | 球 団     | 登 板 | 先 発 | 完 投 | 完 封 | 無 四 球 | 勝 利 | 敗 戦 | セ 丨 ブ | ホ 丨 ル ド | 勝 率 | 打 者 | 投 球 回 | 被 安 打 | 被 本 塁 打 | 与 四 球 | 敬 遠 | 与 死 球 | 奪 三 振 | 暴 投 | ボ 丨 ク | 失 点 | 自 責 点 | 防 御 率 | W H I P |
| --------- | --------- | ----- | ----- | ----- | ----- | -------- | ----- | ----- | -------- | ----------- | ----- | ----- | -------- | -------- | ----------- | -------- | ----- | -------- | -------- | ----- | -------- | ----- | -------- | -------- | ------- |
| 2016      | 西武      | 7     | 4     | 0     | 0     | 0        | 1     | 3     | 0        | 0           | .250  | 111   | 25.0     | 24       | 3           | 13       | 0     | 5        | 17       | 3     | 0        | 16    | 16       | 5.76     | 1.48    |
| 通算：1年 | 通算：1年 | 7     | 4     | 0     | 0     | 0        | 1     | 3     | 0        | 0           | .250  | 111   | 25.0     | 24       | 3           | 13       | 0     | 5        | 17       | 3     | 0        | 16    | 16       | 5.76     | 1.48    |

### 年度別守備成績
| 年 度     | 球 団     | 投手  | 投手  | 投手  | 投手  | 投手  | 投手     |
| 年 度     | 球 団     | 試 合 | 刺 殺 | 補 殺 | 失 策 | 併 殺 | 守 備 率 |
| --------- | --------- | ----- | ----- | ----- | ----- | ----- | -------- |
| 2016      | 西武      | 7     | 0     | 5     | 0     | 1     | 1.000    |
| 通算：1年 | 通算：1年 | 7     | 0     | 5     | 0     | 1     | 1.000    |

### 記録
- 初登板：2016年4月26日、対千葉ロッテマリーンズ4回戦（西武プリンスドーム）、9回表に3番手で救援登板・完了、1回無失点
- 初奪三振：2016年5月1日、対福岡ソフトバンクホークス7回戦（福岡ヤフオク!ドーム）、7回裏に江川智晃から空振り三振[36]
- 初先発登板：2016年5月11日、対東北楽天ゴールデンイーグルス7回戦（楽天Koboスタジアム宮城）、4回1/3、5失点で敗戦投手
- 初勝利・初先発勝利：2016年5月24日、対東北楽天ゴールデンイーグルス9回戦（西武プリンスドーム）、5回無失点

### 背番号
- 63 （2013年 - 2017年）

### 登場曲
- lecca「My measure」（2016年 - 2017年）[37]